# Злотник, Михаил Иосифович
Михаи́л Ио́сифович Зло́тник (1 сентября 1928, Москва, Московская губерния, СССР — 28 июля 2001, Челябинск, Челябинская область, Россия) — советский и российский учёный, инженер-конструктор, кандидат технических наук (1966), профессор (1994). Заведующий кафедрой гусеничных машин автотракторного факультета ЧПИ-ЧГТУ (1971—1996), профессор кафедры автоматических установок аэрокосмического факультета ЧГТУ-ЮУрГУ (1996—2001). Награждён 2 золотыми медалями Всесоюзной сельскохозяйственной выставки (1955, 1956), золотой медалью ВДНХ СССР (1963), почётной грамотой Президиума Верховного Совета РСФСР (1966), медалью «За доблестный труд. В ознаменование 100-летия со дня рождения В. И. Ленина» (1970).

## Биография
Родился 1 сентября 1928 года в Москве. В начале 1930-х годов его семья переехала в Челябинск. Поступил на специальность «Колесно-гусеничные машины» автотракторного факультета Челябинского политехнического института (ЧПИ), который с отличием окончил в 1952 году, после чего получил направление на Челябинский тракторный завод, где прошел путь от конструктора до начальника отдела трансмиссий.
В 1966 году защитил кандидатскую диссертацию на тему «Разработка основных предпосылок, создание и исследование опытного образца гидромеханической трансмиссии трактора класса 6 тонн».
С 1967 года по совместительству преподавал в ЧПИ: в 1967—1971 годах доцент кафедры гидравлики, в 1971—1996 годах заведующий кафедрой гусеничных машин автотракторного факультета, в 1996—2001 годах — профессор кафедры автоматических установок аэрокосмического факультета ЧГТУ-ЮУрГУ.

## Научная деятельность
Под его руководством оснащён ряд новых классов и лабораторий, в том числе вычислительный центр.
Основал новую научную школу по применению гидромеханических трансмиссий на промышленных тракторах семейства Т-130 — Т-170. Сконструировал оригинальный механизм переключения передач, при его участии разработана и внедрена гидромеханическая трансмиссия для гусеничных промышленных тракторов семейства Т-130 — Т-170.
Подготовил 14 (по другим данным, 15) кандидатов наук.
Автор более 190 научных публикаций, в том числе 5 монографий; обладатель 37 авторских свидетельств на изобретения, 6 из которых внедрены в производство. Некоторые работы:
- Трансмиссии современных промышленных тракторов: Справ. пособие. М., 1971. Соавт. И. С. Кавьяров;
- Трактор Т-130М. М., 1985. Соавт.: А. А. Лазарев, Б. Л. Магарилло, В. И. Плешков;
- Надежность дорожно-строительных машин: Учеб. пособие. Ч., 1997;
- Основы инженерного прогнозирования техники на примере транспортных средств: Учеб. пособие. Ч., 1999;
- Резание грунтов: Учеб. пособие. Ч., 1999